# Henk van der Goot
Hendrick Bransen (Henk) van der Goot (Zutphen, 9 juni 1931 – Nieuwerkerk aan den IJssel, 8 maart 2012) was een Nederlands politicus van de VVD.
Hij bracht zijn jeugd door in Deventer, waar hij de hbs deed, en vervolgens vervulde hij zijn militaire dienstplicht. Daarna studeerde hij aan het Nederlands Opleidingsinstituut voor het Buitenland (NOIB) in Nijenrode en vanaf 1954 was hij zowel binnen Nederland als daarbuiten werkzaam in het bedrijfsleven. In de jaren 70 kwam hij in de gemeenteraad van Gorinchem, waar hij ook wethouder is geweest, en vanaf 1978 was hij meer dan 20 jaar lid van de Provinciale Staten van Zuid-Holland. In augustus 1982 werd Van der Goot de burgemeester van Rozenburg en precies zes jaar later volgde zijn benoeming tot burgemeester van Nieuwerkerk aan den IJssel. Die functie gaf hij in april 1995 op om lid te worden van de Gedeputeerde Staten van Zuid-Holland, wat hij tot 1999 zou blijven. 
Begin 2012 overleed Van der Goot op 80-jarige leeftijd.